# Lathropus pictus
Lathropus pictus là một loài bọ cánh cứng trong họ Laemophloeidae. Loài này được Schwarz miêu tả khoa học năm 1878.